# Arlington (Texas)
Arlington es una ciudad ubicada en el condado de Tarrant en el estado estadounidense de Texas, dentro del área metropolitana de Dallas-Fort Worth metroplex. En el Censo de 2010 tenía una población de 365.438 habitantes y una densidad poblacional de 1.416,3 personas por km². 
Está situada aproximadamente 12 millas (19 kilómetros) al este de Fort Worth y a 20 millas (32 kilómetros) al oeste del centro de Dallas.
En Arlington se encuentra el estadio de béisbol Ameriquest Field (sede del equipo de los Texas Rangers), el AT&T Stadium (sede de los Dallas Cowboys) y el Cotton Bowl. Las ciudades cercanas a Arlington son Kennedale, Grand Prairie, Mansfield, Fort Worth, Pantego y Dallas. En esta ciudad nació la actriz Jennifer Stone.

## Historia
Arlington fue fundada alrededor de 1876 en Texas. Con el tiempo creció y se la nombró el centro de la buena tierra en 1884, ya que su tierra era muy buena para el cultivo. Hacia 1910 la ciudad contaba con sistemas de agua, teléfonos y escuelas públicas. En 1925 la población era de 3.031 habitantes. La industrialización comenzó a ser significativa en 1954, con la llegada de una planta de montaje de General Motors Company. En 1961 se instaló en la ciudad el equipo de béisbol de Texas, conocido como Texas Rangers.

## Deportes y entretenimiento
Arlington es la sede del equipo de béisbol Texas Rangers y es la nueva sede de los Dallas Cowboys tras la construcción del AT&T Stadium, concluido en 2009. Además, la ciudad cuenta con varios centros de entretenimiento como "Six Flags Over Texas. 
Además en el año 2016, se celebró el evento de wrestling de la promoción WWE, Wrestlemania 32.

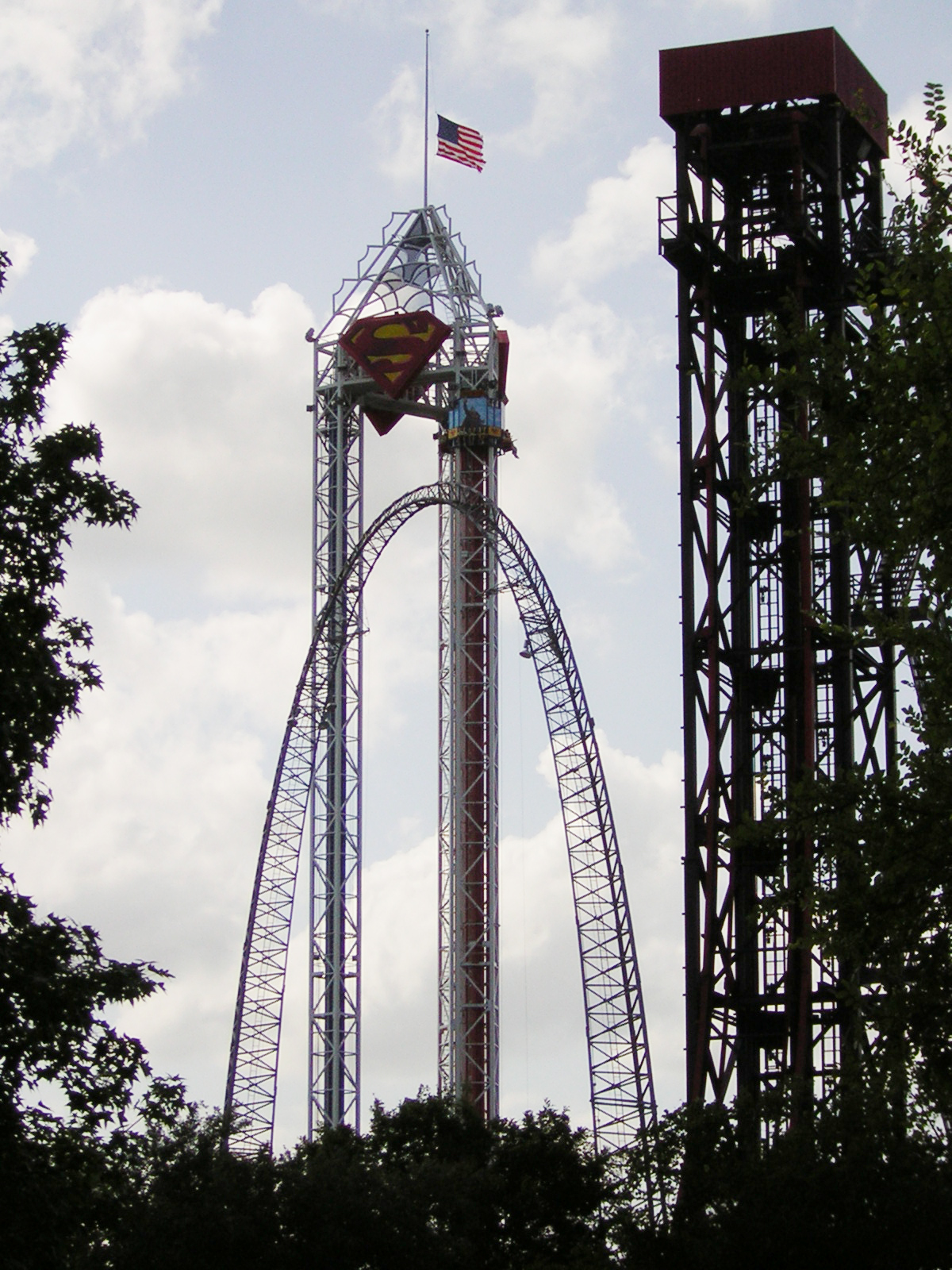
Un centro de entretenimiento de Arlington.
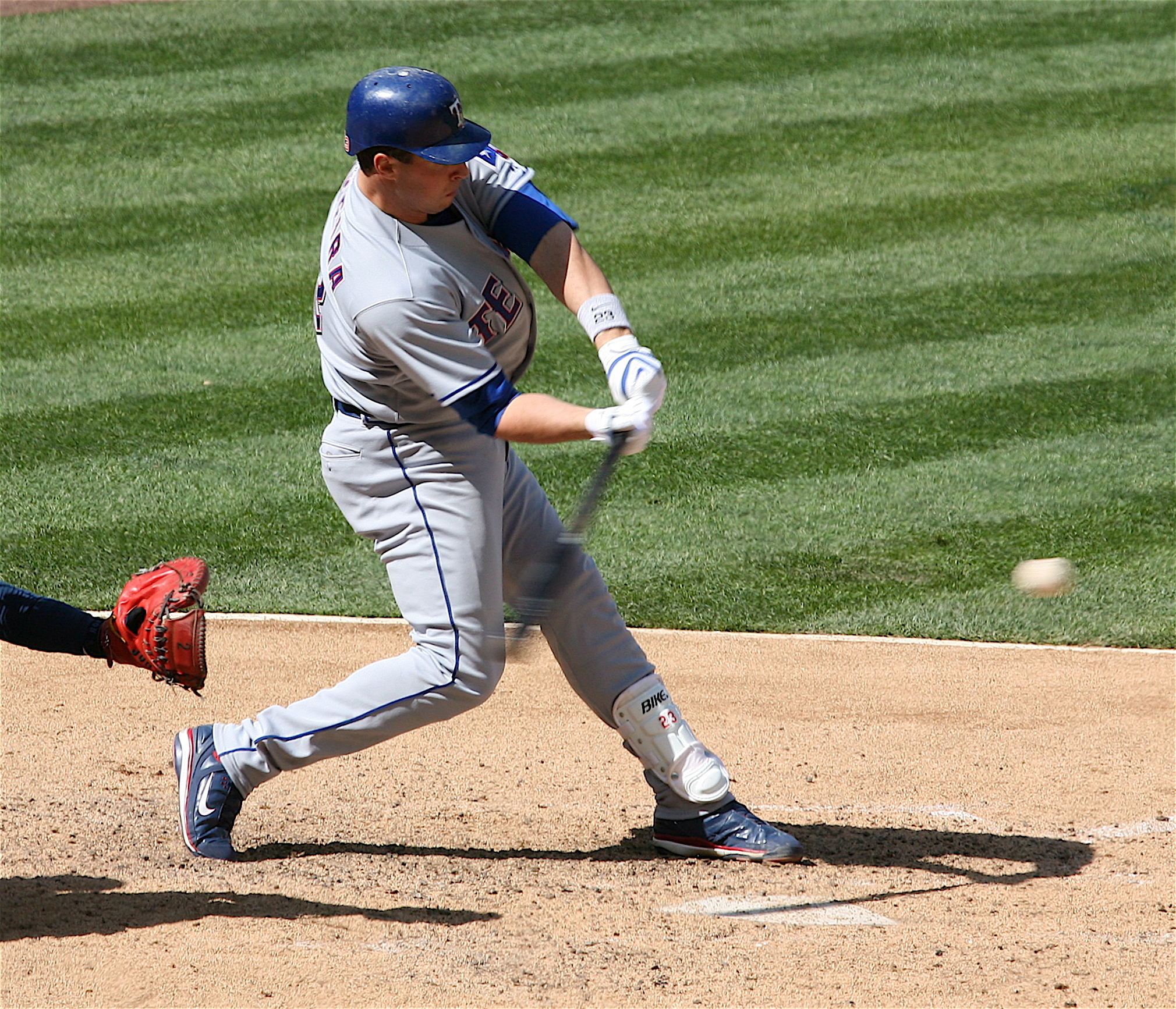
Un jugador de Texas Rangers.
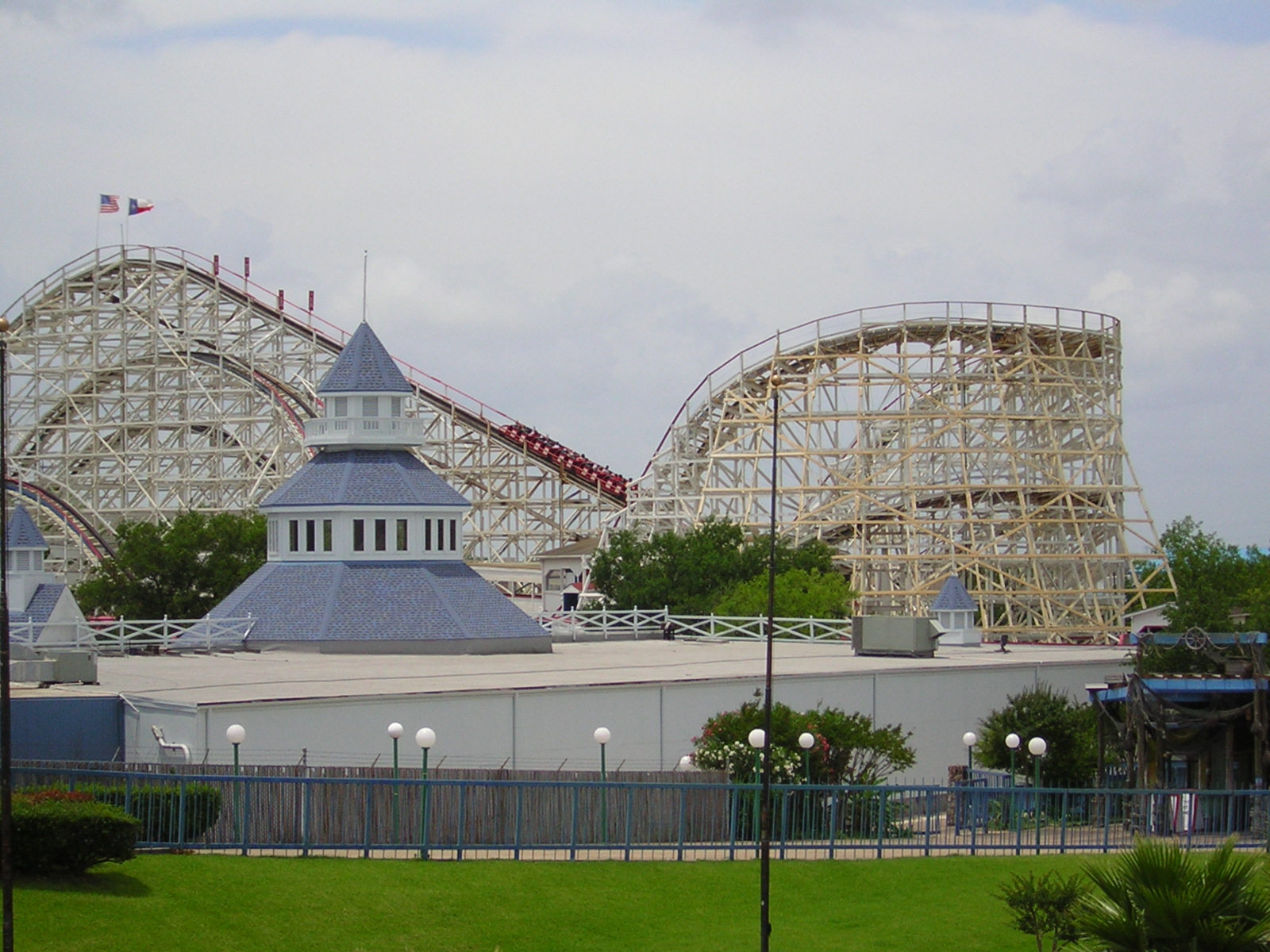
Otra vista de un centro de entretenimiento de Airlington.

## Geografía
Arlington se encuentra ubicada en las coordenadas 32°42′3″N 97°7′29″O / 32.70083, -97.12472. Según la Oficina del Censo de los Estados Unidos, tiene una superficie total de 258.02 km², de la cual 248.33 km² corresponden a tierra firme y (3.76%) 9.69 km² es agua.

## Demografía
Según el censo de 2010, había 365.438 personas residiendo en Arlington. La densidad de población era de 1.416,3 hab./km². De esos 365.438 habitantes, el 58.99% eran blancos; el 18.82%, afroamericanos; el 0.67%, amerindios; el 6.79%, asiáticos; el 0.11%, isleños del Pacífico; el 11.26% pertenecían a otras razas; y el 3.35% pertenecían a dos o más razas. Del total de la población el 27.44% eran hispanos o latinos de cualquier raza.

## Ciudades hermanas
- Bad Königshofen im Grabfeld, Alemania.

## Educación
El Distrito Escolar Independiente de Arlington gestiona la red de escuelas públicas.